# سونی اریکسون یاری
سونی اریکسون یاری (به انگلیسی: Sony Ericsson Yari)، یک‌نمونه از گوشی‌های تلفن همراه سری یو (به انگلیسی: U) شرکت سونی اریکسون می‌باشد که در سال ۲۰۰۹ توسط همین شرکت به بازار عرضه شده‌است.